# پروژانگ
پروژانگ (به صربی: Pružanj) یک منطقهٔ مسکونی در صربستان است که در توتین، صربستان واقع شده‌است. پروژانگ ۲۰۲ نفر جمعیت دارد.